# Anne Kura
Anne Kura (* 3. August 1984 in Bielefeld) ist eine deutsche Politikerin (Bündnis 90/Die Grünen). Seit November 2022 ist sie Abgeordnete im Niedersächsischen Landtag und eine der beiden Fraktionsvorsitzenden der Grünen-Fraktion.

## Leben
Kura wuchs in Bünde auf. Sie studierte in Osnabrück und Maastricht europäische Studien. Von 2009 bis 2016 war sie Vorstandssprecherin des grünen Kreisverbandes Osnabrück-Stadt. Seit 2013 arbeitete sie für die grüne Fraktion im niedersächsischen Landtag als Referentin für Europapolitik sowie für Klima-, Energie- und Umweltpolitik. Seit 2016 ist sie Mitglied im Stadtrat Osnabrück.
Im November 2017 legte Meta Janssen-Kucz ihr Amt als Landesvorsitzende aufgrund ihrer Wahl zur Vizepräsidentin des niedersächsischen Landtags nieder. Kura wurde zu ihrer Nachfolgerin gewählt. Bei der Landtagswahl in Niedersachsen 2022 trat sie im Wahlkreis Osnabrück-Ost und auf Platz 3 der grünen Landesliste an. Während sie im Wahlkreis mit 26,6 % der Erststimmen dem SPD-Kandidaten Frank Henning (31,8 %) unterlag, zog sie über die Landesliste in das Parlament ein. Im November 2022 wurde sie gemeinsam mit Detlev Schulz-Hendel zur Fraktionsvorsitzenden der Grünen im Landtag gewählt. Da ein Parteibeschluss die gleichzeitige Besetzung von Landes- und Fraktionsvorsitz untersagt, kandidierte Kura im März 2023 nicht erneut für den Landesvorsitz.